# 'n Beetje
'n Beetje (Холандски изговор: ), песма је коју је на холандском написао Вили ван Хемерт, компоновао Дик Шалис и извео Теди Шолтен као холандски представник и победник Песме Евровизије 1959. године. Песма је донела другу победу за Холандију у прве четири године такмичења.
На Песми Евровизије 1959. године, песма је у финалу добила 21 поен, стављајући је на прво место табеле.